# Триковский, Николай Семёнович
Никола́й Семёнович Трико́вский (6 декабря 1864 — 1926) — российский и советский военачальник, генерал-лейтенант (1917), трижды георгиевский кавалер (1905, 1906, 1915).

## Биография
Родился в Минской губернии. Образование получил в Минской духовной семинарии (окончил 4 класса). Православный. В службу вступил 5 июля 1884 года. Окончил Рижское пехотное юнкерское училище. Выпущен в 117-й пехотный Ярославский полк. Подпоручик (ст. 01.09.1884). Поручик (ст. 01.09.1890). Младший офицер Виленского пехотного юнкерского училища с 27.08.1898 г. Штабс-Капитан (ст. 15.03.1899). Состоял адъютантом и делопроизводителем Виленского пехотного юнкерского училища (1 год). Командовал юнкерскими ротой (4 года и 7 месяцев) и батальоном (2 года, 10 месяцев и 24 дня). Капитан (ст. 06.05.1900).
Участник русско-японской войны 1904-05 в составе 4-го Восточно-Сибирского стрелкового полка, за боевые отличия награждён Золотым оружием и орденом Св. Георгия 4-й степени (ВП 13.02.1905). Подполковник (пр. 1905; ст. 28.09.1904; за боевые отличия).
Командир отдельного батальона (23.11.1905-16.03.1909). Полковник (пр. 1907; ст. 26.11.1907; за отличие). Командир 104-й пехотного Устюжского генерала князя Багратиона полка (с 16.03.1909), во главе которого вступил в войну в составе 26-й пехотной дивизии.
Участник похода в Восточную Пруссию в 08.-09.1914. Генерал-майор (1915; ст. 31.08.1914). Командир бригады 3-й Сибирской стрелковой дивизии (с 09.02.1915). В бою 14.02.1915, командуя правым боевым участком, под сильным огнём противника занял высоту, чем значительно облегчил положение Гродненской крепости и всей армии. За это награждён орденом Св. Георгия 3-й ст. (ВП 26.04.1915; за отличия командующим 104-м пехотным Устюжским полком). Командующий 3-й Сибирской стрелковой дивизией (с 07.10.1915). На 10.07.1916 в том же чине и должности. Генерал-лейтенант (пр. 04.04.1917). После Февральской революции 06.04.1917 назначен командиром 2-го Сибирского армейского корпуса. 17.07.1917 заменён ген. В. Ф. Новицким.
Добровольно вступил в РККА. По воспоминаниям бывшего командира 3-го отдельного Сибирского корпуса генерал-майора В. М. Молчанова:
«Этот старый вояка верил, что Россия одумается, армия восстановится и работы будет много для каждого, любящего Родину»
В феврале-марте 1918 года — военрук Старо-Русского отряда. Работал преподавателем в школе командиров «Выстрел». Позже — редактор журнала «Выстрел».
Умер и похоронен в Москве на Новодевичьем кладбище (участок 1, ряд 9, № 10).

## Награды
- Орден Святого Станислава 2-й ст. (1902)
- Орден Святой Анны 2-й ст. с мечами (1905)
- Орден Святого Георгия 4-й ст. (ВП 13.02.1905) За бои 28-30 сентября 1904 года при сражении на Шахэ
- Орден Святого Владимира 4-й ст. с мечами и бантом (1905)
- Орден Святого Владимира 3-й ст. (1911)
- Золотое оружие «За храбрость» (ВП 23.04.1906)
- Орден Святого Георгия 3-й ст. (ВП 26.04.1915).
- Орден Святого Владимира 2-й ст. (1915)